# Erwin Galo
Erwin Galo (* 7. April 1965) ist ein ehemaliger österreichischer Fußballspieler.

## Karriere
Galo spielte bis 1993 beim SAK Klagenfurt. Zur Saison 1993/94 wechselte er zum SVG Bleiburg. Zur Saison 1994/95 schloss er sich dem SK Austria Klagenfurt an. Zur Saison 1995/96 wechselte er zu ATUS Ferlach. Im Jänner 1996 kehrte er zum inzwischen zweitklassigen SAK zurück. Sein Debüt in der zweiten Liga gab er im März 1996, als er am 16. Spieltag der Saison 1995/96 gegen die SV Braunau in der 70. Minute für Anton Blajs eingewechselt wurde. Für die Klagenfurter kam er zu acht Zweitligaeinsätzen, ehe er mit dem Verein am Saisonende aus der zweithöchsten Spielklasse abstieg.
Im Jänner 1997 wechselte Galo zum SV Sittersdorf, zur Saison 1999/2000 kehrte er erneut zum SAK zurück. Im Jänner 2003 schloss er sich dem SC Globasnitz an, ehe er zur Saison 2003/04 ein zweites Mal nach Sittersdorf wechselte, wo er seine Karriere später auch beendete.